# Einsatzstaffel
Las Escuadras de Acción Alemanas (en alemán: Einsatzstaffel der Deutschen Mannschaft (EDM)) era una unidad militar del estado títere del Eje, el Estado Independiente de Croacia (NDH), cuyos miembros eran de etnia alemana (Volksdeutsche) que vivían en Eslavonia y Sirmia (en las actuales Croacia y Serbia). El EDM era parte de la Ustaše.

## Creación y formación
El establecimiento de las Einsatzstaffel der Deutschen Mannschaft fue propuesto a Ante Pavelić por Branimir Altgayer, líder de la población alemana en el NDH. Las EDM se establecieron sobre la base de las disposiciones legislativas sobre el establecimiento del ejército político de miembros de la población alemana (en croata: Zakonska odredba o postrojenju vojnice „Njemačke narodne skupine“) adoptadas el 31 de julio de 1941. Las EDM eran parte de la "Deutsche Mannschaft" organización compuesta por miembros de la comunidad Volksdeutsche seleccionados entre hombres de entre 18 y 45 años que eran partidarios del nazismo. La "Deutsche Mannschaft" tenía dos cuerpos principales, parte general y formación militar: las Einsatzstaffel. Inicialmente, su nombre era Waffenabteilung der Deutschen Mannschaft, que pasó a llamarse Einsatzstaffel der Deutschen Mannschaft. Las EDM eran parte de la Ustaše, que nominalmente estaba bajo el mando del Ministerio de la Guardia Nacional Croata. Los soldados de las EDM prestaron juramento de lealtad tanto a Ante Pavelić como a Hitler.
Altgayer, que tenía un título de Folksgruppenführer, estableció la organización inicial de las EDM el 15 de octubre de 1941 cuando emitió directivas militares de organización y uso de las EDM. La organización de las EDM incluyó:
- el Estado Mayor (Cuartel General)
- 2 compañías en activo
- 4 compañías de reserva
- Guardia Personal

Las primeras unidades de voluntarios se organizaron en batallones en octubre de 1941 con tres compañías. Las directivas emitidas por Altgayer fueron anuladas el 12 de enero de 1942 y sustituidas por directivas temporales de organización y uso de las EDM. A principios de 1943, las EDM constaban de cuatro batallones. El primer batallón que establecieron se llamó Prinz Eugen, seguido por Ludwig von Baden, General Laudon y Max Emanuel von Bayern. En la primera mitad de 1943 en Osijek se estableció el Batallón Suplementario (en alemán: Ersatzbatalion der Einsatzstaffel) de las EDM que constaba de dos compañías con 277 soldados y 3 oficiales. En el mismo período también se estableció el Batallón Motorizado (en alemán: Motorisierte Abteilung) de las EDM. Más adelante, las EDM alcanzaron el tamaño de un regimiento.
Los miembros de las EDM usaban uniformes grises similares a los que usaban las Waffen-SS, con insignias de rango de las SS. Los alemanes que se alistaron en las EDM pudieron servir en un ejército junto con miembros de su comunidad, cerca de sus hogares. Las SS no estaban satisfechas con este arreglo porque necesitaban nuevos reclutas alemanes para el Frente Oriental, por lo que el NDH acordó hacer que el 10% de todos los miembros elegibles del Volksdeutsche estuvieran disponibles para ser reclutados en las Waffen-SS. En septiembre de 1942 se inició la reorganización de las EDM con el objetivo de incorporarlos a las Waffen-SS y a la policía alemana. El 1 de mayo de 1943, las EDM se disolvieron y la mayoría de sus miembros se unieron a las SS. De los 10.270 alemanes alistados en las SS y otras unidades alemanas en ese momento, la gran mayoría sirvió anteriormente en las EDM.

## Batallas
En el período comprendido entre el 27 de junio y el 3 de julio de 1941, unas 1.500 tropas de las EDM comandadas por Jakob Lichtenberger participaron en las operaciones contra miembros de la resistencia en el este de Sirmia (actual Serbia) al este de la línea Beočin - Voganj - Šumanovci - Progar.
Las EDM estuvieron a cargo del campo de concentración de Lobor y proporcionaron el comandante del campo, el personal y sus guardias. También estuvieron a cargo del campo de concentración de Tenja.
A principios de septiembre de 1941, el representante de Alemania, Siegfried Kache, líder de la población alemana en el NDH, Branimir Altagayer, el župan de Vuka, y otros representantes alemanes y del NDH acordaron enviar una compañía de las EDM con 300 soldados para participar en la operación Mačva contra las fuerzas partisanas y chetniks en la región serbia de Mačva entre el 24 de septiembre y el 7 de noviembre de 1941.
Según una lista de 1944 compilada por organizaciones alemanas locales, desde mayo de 1941 hasta mediados de octubre de 1943, un total de 441 miembros de la unidad militar murieron en acción mientras luchaban contra los partisanos yugoslavos.

## Rangos
| Insignia del cuello | Insignia del hombro | Rango              | Traducción                |
| ------------------- | ------------------- | ------------------ | ------------------------- |
|                     |                     | General            | General                   |
|                     |                     | Oberst             | Coronel                   |
|                     |                     | Oberstleutnant     | Teniente Coronel          |
|                     |                     | Major              | Mayor                     |
|                     |                     | Hauptmann          | Capitán                   |
|                     |                     | Oberleutnant       | Lugarteniente             |
|                     |                     | Leutnant           | Teniente                  |
|                     |                     | Fähnrich           | Oficial cadete            |
|                     |                     | Stabsfeldwebel     | Regimental sergeant major |
|                     |                     | Oberfeldwebel      | Sargento Mayor            |
|                     |                     | Feldwebel          | Sargento adjunto          |
|                     |                     | Unteroffizier      | Cabo                      |
|                     |                     | Obergefreiter      | Soldado de primera        |
|                     | Gefreiter           | Soldado de primera |                           |
|                     | Schütze             | Soldado            |                           |
| Source:             |                     |                    |                           |